# 獄火重生：金昌洙
為2017年上映的韓國劇情片，由參與過電影《我的見鬼女友》《咖啡：傾城之愛》《朝鮮魔術師》製作的導演李元泰執導，趙震雄與宋承憲主演，於2017年10月19日上映。

## 劇情概要
1895年明成皇后在乙未事變中遇害，青年金昌洙（即金九）為了一雪國恥，遂殺害一名日本人而被逮捕入獄、判處死刑。在獄中他發現許多囚犯都有冤屈、還察覺了典獄長與日本人勾結的陰謀。在执行死刑前，高宗考虑他是为国母报仇特赦了他。最後，金九逃獄成功，典獄長的陰謀也被揭發。

## 演員陣容

### 主要人物
- 趙震雄 飾演 金昌洙
- 宋承憲 飾演 姜亨植

### 其他人物
- 鄭滿植 飾演 馬尚求
- 鄭進永 飾演 高鎮史
- 柳承穆 飾演 李英達
- 申正根 飾演 趙德波
- 丁奎秀 飾演 楊元鐘
- 全裴修 飾演 朴東九
- 金載英 飾演 金尚魯
- 金胤成 飾演 羅春裴
- 李曙原 飾演 金天動
- 郭東延 飾演 崔允錫
- 裴振雄 飾演 崔作斗
- 武田裕光 飾演 渡邊
- 尹炳熙 飾演 黃奉九
- 李泰日 飾演 金滿哲
- 李淳元 飾演 千鐘洙
- 韓哲宇 飾演 學部大臣
- 朴慶根 飾演 法部大臣
- 金光英 飾演 警務官
- 劉聖安 飾演 領事館職員
- 韓秀賢 飾演 郵遞員
- 朴智勳 飾演 加藤秀樹
- 林亨泰 飾演 老人囚犯
- 裴宰英 飾演 少年囚犯
- 朴晟澤 飾演 日本特工
- 山野内扶 飾演 日本特工
- 廉惠蘭 飾演 面會者
- 李正賢 飾演 馬尚求幫成員
- 李元俊 飾演 收拾行李的看守
- 尹永均 飾演 囚犯
- 崔允彬 飾演 囚犯
- 權磐石 飾演 囚犯
- 安秀彬 飾演 日本藝妓
- 李元泰 飾演 銀行行長
- 金王勇 飾演 日方重要人士
- 吳安真 飾演 日方記者
- 全正日 飾演 朝鮮儒林
- 崔靜恩 飾演 開港場穿和服的孩子
- 金建 飾演 千鐘洙的兒子
- 徐章賢 飾演 千鐘洙的兒子

### 友情出演
- 李璟榮 飾演 李載正
- 李善均 飾演 高宗

### 特別出演
- 孫鐘鶴 飾演 李會應
- 李哲民 飾演 都承宣
- 朴素淡 飾演 韓英熙

## 外部連結
- NAVER上《獄火重生：金昌洙》的資料
- Daum上《獄火重生：金昌洙》的資料

- 韩国电影数据库（KMDb）上《獄火重生：金昌洙》的資料
- 《獄火重生：金昌洙》在HanCinema的页面（英文）
- 互联网电影数据库（IMDb）上《獄火重生：金昌洙》的资料（英文）
- 豆瓣电影上《獄火重生：金昌洙》的資料 （简体中文）
- Box Office Mojo上《獄火重生：金昌洙》的资料（英文）
- 《獄火重生：金昌洙》在《Cine21》上的资料 （页面存档备份，存于）